# Pomo

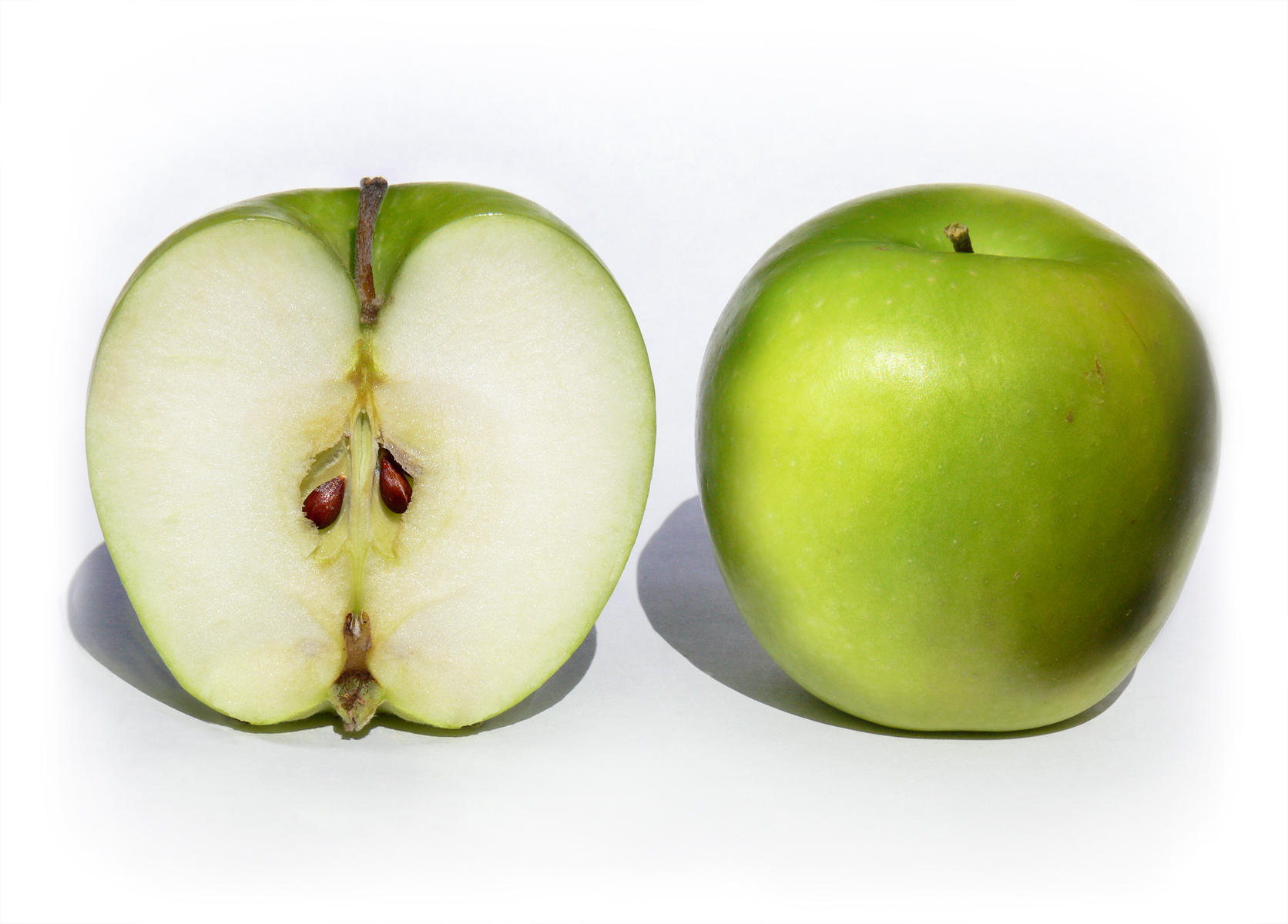
Una mela tagliata longitudinalmente. Sono visibili le diverse parti del pomo

In botanica, il pomo (dal latino pōmum) è il falso frutto di alcune piante comprese nella famiglia delle Rosaceae, in particolare della sottofamiglia Maloideae, tra cui ci sono  il melo, il pero, il cotogno e le nespole  comunemente chiamate Pomacee. 

## Descrizione
Il carattere di falso frutto del pomo deriva da una particolarità che lo contraddistingue da altri veri frutti; di fatto quello che comunemente si considera "frutto" (inteso come parte commestibile) è solo il ricettacolo fiorale che cresce formando la parte prevalente (come massa) rispetto alla parte centrale (torsolo) che è quella derivata dalla fecondazione; tale parte centrale, che è il vero e proprio "frutto", avvolge e contiene i semi. Quindi la parte del torsolo che contiene i semi è il vero frutto delle pomacee, la parte accresciuta attorno non è originata dalla fecondazione e quindi non è botanicamente definibile come frutto.
Nei veri frutti, il frutto vero e proprio, detto pericarpo, è composto di tre parti, endocarpo, mesocarpo e epicarpo (o esocarpo), che corrispondono rispettivamente al tegumento esterno del seme (o dei semi), alla polpa e alla buccia. I vari frutti assumono consistenza e aspetto differenti, ma condividono l'origine dell'endocarpo, del mesocarpo e dell'epicarpo, in quanto queste parti derivano dall'accrescimento dell'ovario, a seguito dell'impollinazione, contemporaneo all'accrescimento del seme. Nei frutti veri e propri il ricettacolo fiorale non prende parte alla formazione del frutto.
Altri esempi di piante il cui frutto è classificato come pomo sono il biancospino, il nespolo del Giappone, il nespolo d'inverno, l'azzeruolo, il sorbo.